# Chorizandra australis
Chorizandra australis är en halvgräsart som beskrevs av Karen Louise Wilson. Chorizandra australis ingår i släktet Chorizandra och familjen halvgräs. Inga underarter finns listade i Catalogue of Life.